# Logisticus pachydermus
Logisticus pachydermus är en skalbaggsart som beskrevs av Leon Fairmaire 1893. Logisticus pachydermus ingår i släktet Logisticus och familjen långhorningar.
Artens utbredningsområde är Madagaskar. Inga underarter finns listade i Catalogue of Life.